# Księstwo Estonii (1219–1346)
Księstwo Estonii (Duńska Estonia) – północna część Estonii należąca do Danii w latach 1236–1346, powstała po krucjacie liwońskiej.
W 1346 r. król Danii Waldemar IV Odnowiciel sprzedał księstwo wielkiemu mistrzowi krzyżackiemu Henrykowi Dusmerowi za 19 tys. kolońskich srebrnych marek. W 1347 r. władzę nad tym terytorium objęła inflancka gałąź Krzyżaków.
Po walkach w XIV wieku z arcybiskupem ryskim zakon zyskał pozycję hegemona w Inflantach, stracił ją na rzecz Rzeczypospolitej po przegranej wielkiej wojnie.

## Zarządcy duńskiej Estonii
Zarządcy:
- 1201–1228 – Anders Sunesen, arcybiskup Lund
- 1248–1249 – Saxo Aginsun
- 1249 – Stigot Agison
- 1254–1257 – Saxo
- 1259 – Jakob Ramessun
- 1266 – Woghen Palissun
- 1270 – Siverith
- 1275–1279 – Eilard von Oberch
- 1279–1281 – Odewart Lode
- 1285 – Letgast
- 1287 – Friedrich Moltike
- 1288 – Johann Sialanzfar
- 1296 – Nils Axelsson
- 1298 – Nikolaus Ubbison
- 1304 – Johann Saxesson
- 1310 – Johannes Canne
- 1312–1313 – Ago Saxisson
- 1313–1314 – Heinrich Bernauer
- 1323 – Johannes Kanna
- 1329 – Heinrich Spliit
- 1332–1335 – Marquard Breide
- 1340 (lipiec) – 1343 (maj) – Konrad Preen
- 1343 – Bertram von Parembeke
- 1344–1346 – Stigot Andersson